# Katy Sexton

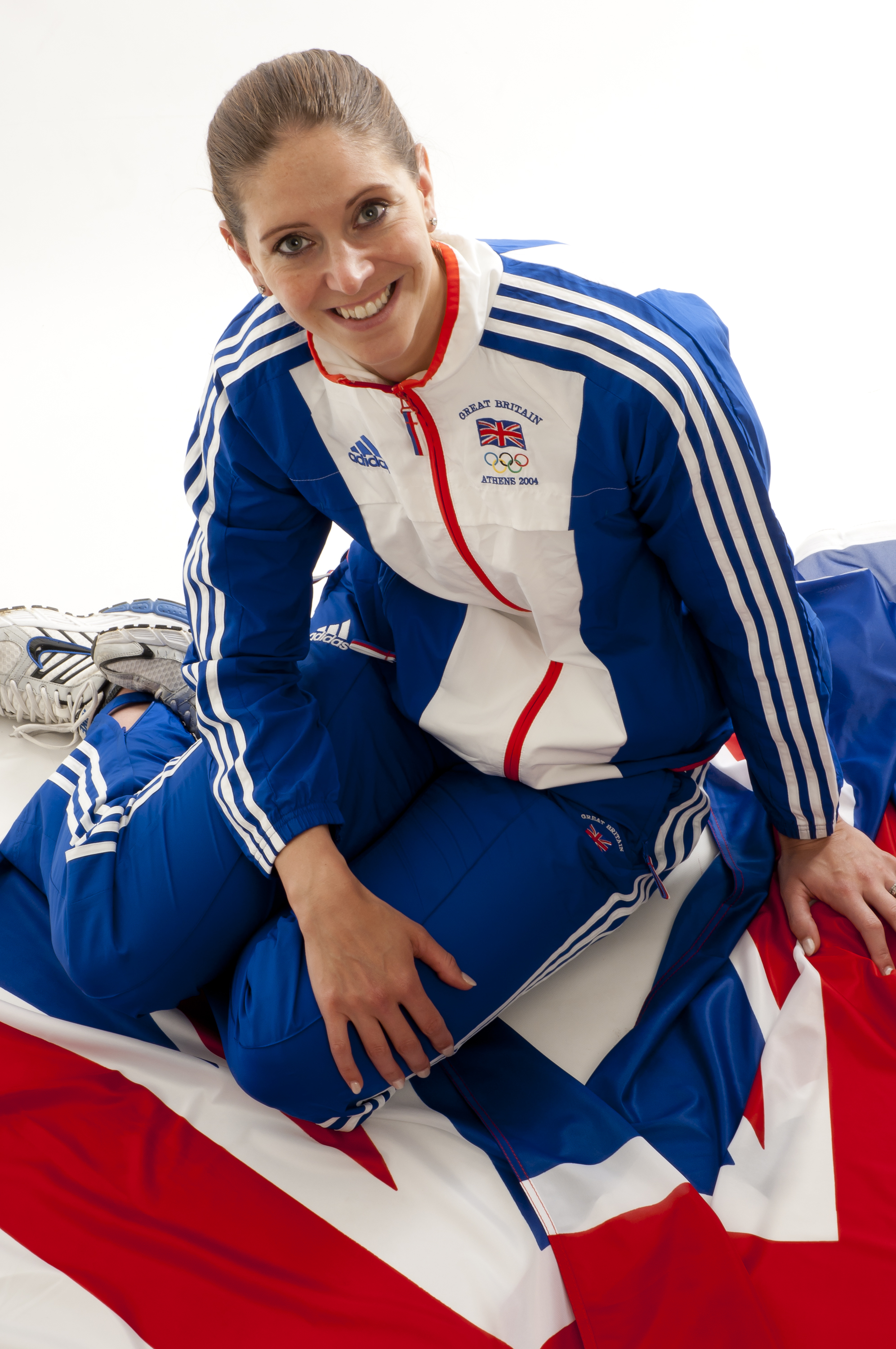
Katy Sexton

Katy Sexton (* 21. Juli 1982 in Portsmouth, England) ist eine Schwimmerin aus dem Vereinigten Königreich.
Bei den Schwimmweltmeisterschaften 2003 von Barcelona holte sie Gold über 200 m Rücken mit einer Zeit von 2:08,74 Minuten vor der US-Amerikanerin Margaret Hoelzer. Ebenfalls in Barcelona gewann Sexton Silber über 100 m Rücken.
Bei den Commonwealth Games 2002 in Manchester gewann sie Bronze über 200 m Rücken.